# Bugrino
Bugrino (rus: Бугрино́) és un poble de l'Okrug Autònom de Nenets (Oblast d'Arkhangelsk), Rússia. És l'única ciutat del municipi "Consell del poble de Kolguevsky", a l'illa de Kolguyev, districte de Zapolyarny. El 2010 tenia 424 habitants.

## Geografia
Situat a l'illa de Kolguyev, és el centre administratiu de l'illa i part del districte autònom de Nenets. La comunicació entre el continent i el camp petrolier de Bugrino es fa per mar i per aire a l'hivern. L'obertura del camp permet a l'aeroport a partir de novembre de 2002 d'assumir vols regulars (Yak-40, AN-24 i AN-26).

## Demografia
La gent de Bugrino es dedica principalment a la mineria de petroli i gas, i pastoreig.
| Curs | Població |
| ---- | -------- |
| 1920 | 203      |
| 1925 | 187      |
| 1932 | 26       |
| 1999 | 425      |
| 2002 | 400      |
| 2010 | 424      |
| 2011 | 436      |
| 2012 | 409      |
| 2013 | 408      |
| 2014 | 404      |
| 2015 | 407      |
| 2016 | 416      |
| 2017 | 417      |
| 2018 | 427      |
| 2019 | 427      |
| 2020 | 432      |
| 2021 | 337      |

## Clima
Bugrino té un clima subàrtic (Dfc).